# ديفيد غرانت
ديفيد غرانت (بالإنجليزية: David Grant)‏ (2 يونيو 1960 بشفيلد في المملكة المتحدة - ) هو لاعب كرة قدم بريطاني في مركز الظهير. لعب مع أكسفورد يونايتد وشيفيلد وينزداي وكارديف سيتي وماكليسفيلد تاون ونادي تشيسترفيلد ونادي روتشديل وMossley A.F.C. ‏ ونادي بوسطن يونايتد.

## وصلات خارجية
- ديفيد غرانت على موقع قاعدة بيانات كرة القدم.إي يو (الإنجليزية)
- ديفيد غرانت على موقع قاعدة بيانات كرة القدم.إي يو (الإنجليزية)